# Općina Škofja Loka
Općina Škofja Loka (slo.:Občina Škofja Loka) je općina u središnjoj Sloveniji u pokrajini Gorenjskoj i statističkoj regiji Gorenjskoj. Središte općine je grad Škofja Loka s 12.289 stanovnika.

## Zemljopis
Općina Škofja Loka nalazi se u središnjem dijelu Slovenije. Općina se nalazi u podnožju alpskog planinskog masiva. Zapadnim dijelom općine pruža se planina Škofjeloško Hribovje. U istočnom dijelu se nalazi dolina rječice Sore, koja se istočna ulijeva u rijeku Savu. Ova dolina je pogodna za život i tu je smještena većina naselja općine.
U nižim dijelovima općine vlada umjereno kontinentalna klima, dok u višim vlada njena oštrija, planinska varijanta.
Glavni vodotok je rječica Sora, koja na mjestu grada nastaje spajanjem Poljanske Sore i Selške Sore. Svi ostali manji vodotoci su pritoci ovih rijeka.

## Naselja u općini
Binkelj, Bodovlje, Bukov Vrh nad Visokim, Breznica pod Lubnikom, Brode, Bukovica, Bukovščica, Crngrob, Dorfarje, Draga, Forme, Gabrk, Gabraovo, Gabrška Gora, Godešič, Gorenja vas – Reteče, Gosteče, Grenc, Hosta, Knape, Kovski Vrh, Križna Gora, Lenart nad Lušo, Lipica, Log nad Škofjo Loko, Moškrin, Na Logu, Papirnica, Pevno, Podpulfrca, Pozirno, Praprotno, Pungert, Puštal, Reteče, Rovte v Selški dolini, Sopotnica, Spodnja Luša, Staniše, Stara Loka, Stirpnik, Strmica, Suha, Sv. Andrej, Sv. Barbara, Sv. Duh, Sv. Ožbolt, Sv. Petra Hrib, Ševlje, Škofja Loka, Sveti Florjan nad Škofjo Loko (prije Florjan nad Zmincem), Sv. Tomaž, Trata, Trnje, Valterski Vrh, Vešter, Vincarje, Virlog, Virmaše, Visoko pri Poljanah, Zgornja Luša, Zminec

## Vanjske poveznice
- Službena stranica općine